# Sean Johnson (cầu thủ bóng đá)
Sean Everet Johnson (sinh ngày 31 tháng 5 năm 1989) là một cầu thủ bóng đá chuyên nghiệp người Mỹ thi đấu ở vị trí thủ môn cho câu lạc bộ Toronto FC tại Major League Soccer và đội tuyển quốc gia Hoa Kỳ.